# Лайцвайлер
Лайцвайлер (нем. Leitzweiler) — община в Германии, в земле Рейнланд-Пфальц. 
Входит в состав района Биркенфельд. Подчиняется управлению Баумхольдер.  Население составляет 109 человек (на 31 декабря 2010 года). Занимает площадь 3,02 км².